# 馬魯夫·阿敏
馬魯夫·阿敏（1943年3月11日—），印度尼西亞伊斯蘭學者、政治人物，歷任人民代表會議議員、印度尼西亞伊斯蘭教士理事會主席、伊斯蘭教士聯合會最高領袖等職務。他在2018年和競逐連任的佐科·維多多總統搭檔，參加2019年總統選舉，當選印尼副總統，至2024年卸任。

## 榮譽

### 殊勳
馬魯夫以副總統身分自動獲得以下勳章：
- 二等印度尼西亞共和國勳章
- 一等英雄兒女勳章
- 一等功績勳章
- 人文勳章（Bintang Kemanusiaan）
- 一等民主捍衛者勳章 (Bintang Penegak Demokrasi Utama)
- 文化勳章
- 警察勳章

## 備註
1. ↑  稱謂一般帶上他的頭銜、學位、尊稱等，為基艾·哈吉·馬魯夫·阿敏教授兼榮譽博士，其中基艾是對伊斯蘭教專家、習經院（伊斯蘭寄宿學校）導師的尊稱，而哈吉（简写为）是去过麦加朝觐的穆斯林的头衔。